# Bar-le-Duc
Bar-le-Duc es una ciudad y comuna en el noreste de Francia, atravesada por el río Ornain, prefectura del departamento de Mosa, región de Gran Este. Fue, en otros tiempos, la sede del condado, más tarde, ducado de Bar.
La Ville Haute (parte alta de la ciudad) conserva numerosos edificios renacentistas que le confieren carácter. En la iglesia de St. Étienne (Plaza St. Pierre), está la famosa estatua "Le Transi", de Ligier Richier. En el presbiterio y del mismo autor se halla el gran grupo escultórico del Calvario: Cristo crucificado entre los dos ladrones.
La confitura de grosellas de Bar-le-Duc, a la que se han eliminado las semillas manualmente mediante una pluma de oca, es una especialidad ancestral renombrada, conocida como "Caviar de Bar".

## Celebridades
Aquí nacieron Antonio de Lorena (duque de Lorena) y el presidente de la República Raymond Poincaré.

## Demografía
| 9 111 | 8 961 | 9 970 | 11 432 | 12 526 | 12 383 | 13 191 | 14 816 | 13 835 | 14 922 | 15 334 | 15 175 | 16 728 | 17 485 | 18 860 | 18 761 | 18 249 | 17 693 | 17 307 | 17 068 | 16 261 | 16 365 | 16 550 | 16 697 | 15 460 | 16 609 | 18 346 | 19 159 | 19 288 | 18 471 | 17 545 | 16 944 | 16 002 |
| Para los censos de 1962 a 1999 la población legal corresponde a la población sin duplicidades (Fuente: INSEE [Consultar]) |       |       |        |        |        |        |        |        |        |        |        |        |        |        |        |        |        |        |        |        |        |        |        |        |        |        |        |        |        |        |        |        |